# 페리 메이슨 (1957년 드라마)
《페리 메이슨》(Perry Mason)은 1957년 9월 21일부터 1966년 5월 22일까지 CBS에서 방영된 텔레비전 드라마이다. 얼 스탠리 가드너의 추리소설 주인공 페리 메이슨에 기초하여 만들어졌다.

## 출연
- 레이먼드 버
- 바버라 헤일
- 윌리엄 호퍼
- 윌리엄 톨먼
- 레이 콜린스